# 전북연구원
전북연구원(全北硏究院, Jeonbuk Institute)은 대한민국 전북특별자치도의 지역경제, 지역문화, 지방자치 등에 관한 조사와 연구를 목적으로 설립된 지방자치단체 출연기관이다.
전북특별자치도 전주시 완산구 콩쥐팥쥐로 1696(효자동3가 1052-1)에 위치하고 있다. 옛 전북특별자치도 동물위생시험소의 자리이다. 자연녹지지역 내에 대지규모가 9,862㎡으로 본관(지하 1층, 지상2층), 별관(지상 3층), 북카페, 식당동, 체육동(원내 동호회가 주로 이용), 창고동 등을 갖추고 있다. 본 토지와 건축물의 소유자는 전북특별자치도이다.

## 주요 업무
- 도정발전 중ㆍ장기계획 및 주요 현안사항에 대한 조사ㆍ연구
- 지방행정제도의 개선, 지방재정 확충 및 주요정책과제에 대한 조사ㆍ연구
- 지방자치단체ㆍ지방의회, 타 기관ㆍ단체에서 발주하는 각종 연구용역의 수탁
- 지방행정에 관한 각종 국내ㆍ외 정보ㆍ자료의 수집 및 관리와 이의 출판ㆍ배포
- 국내ㆍ외 연구기관과의 교류ㆍ협력과 국제적 비교ㆍ연구
- 그 밖에 연구원의 목적 달성을 위하여 필요한 사업

## 설립 근거
- 지방자치단체 출연연구원의 설립 및 운영에 관한 법률
- 전북연구원 운영 및 지원 등에 관한 조례

## 교류협력관계
- 중국 강소성사회과학원(난징 소재)

매년 교차방문(한해 전북연구원이 중국 강소성사회과학원 방문, 다음해에 중국 강소성사회과학원이 전북연구원 방문)으로 공동학술대회를 개최하고 있다. 더불어 방문자의 각 지역에 대한 이해를 높이기 위해 지역자원의 탐방, 관광 등을 겸하고 있다. 각 기관은 행사와 관련한 식사비, 숙박비 등을 제공하는 방식을 취한다. 대체로 일과이외(야간)의 관광도 지원하는 편이다.

## 역대원장
괄호 안은 재임 기간이다.
- 제1대 한영주(2005년 3월 10일~2006년 12월 31일)
- 제2대 남충우(2007년 4월 20일~2007년 6월 2일)
- 제3대 신기덕(2007년 6월 7일~2010년 6월 6일)
- 제4대 원도연(2010년 6월 29일~2012년 2월 29일)
- 제5대 김경섭(2012년 4월 16일~2014년 6월 30일)
- 제6대 강현직(2014년 10월 30일~2017년 10월 29일)
- 제7대 김선기(2018년 3월 19일~현재)

## 연혁
- 2005년  3월 10일   지방연구원법에 의한 재단법인 출범(전북발전연구원과 전라북도여성발전연구원 통합)

```
[법정화 이전의 단계]
1992년  2월 17일   전북경제사회연구원 설립
2003년  2월 23일   전북경제사회발전연구원으로 명칭변경
2005년  1월 28일   전북발전연구원으로 명칭변경
```

- 2015년 10월 12일   (재)전북연구원으로 명칭변경

```
[명칭변경 사유]
① 지방연구원이 SOC, 도시개발 등의 연구지원에서 탈피하여, 종합연구원으로의 변모를 위해 '발전'이라는 명칭을 삭제하는 추세에 뒤늦게 동조
② 전북발전연구원을 인터넷 검색 시 특감으로 인한 비리 백화점이라 등의 뉴스기사가 대량으로 노출되자 이를 회피하기 위해 명칭 변경
```